# Реактивните момичета (сериал, 2016)
„Реактивните момичета“ (2016) е сериал, базиран на оригиналния сериал от 1998 г. Той излиза в САЩ на 4 април 2016 г. и в България на 23 април 2016 г.

## Сюжет
Разказва се за три малки момичета със супер сили: Белушка, Бълбук и Бръшлян. Те се борят със злото и в същото време са ученици. Врагове в сериала са Моджо Джоджо, Принцеса ОщеЗлато, Силико, Той, Пак плъх, Момчетата Амеби и др.

## Актьорски състав
- Аманда Лейтън – Белушка
- Кристен Лий – Бълбук
- Натали Паламидез – Бръшлян
- Том Кени – Кметът/Разказвачът
- Том Кейн – Професор Утоний/Той
- Роджър Джаксън – Моджо Джоджо
- Дженифър Хейл – Мис Кийн/Майката на Дони
- Джеймс Къркланд – Чилакси
- Кейт Хигинс – Мейлин
- Джим Къмингс – Фъзи Лампкинс
- Хейли Манчини – Принцеса Морбъкс
- Роджър Фадим – Дони
- Трес Макнийл – Зелтгайст
- Роджър Крейг Смит – Молти Браун
- Фред Таташор – Шеф Шницел
- Оливия Олсън – Блясък

## Епизоди
Има три сезона. В България е излъчен само първия. В него има 39 епизода.
| Сезон | Епизоди | Сезонна премиера (САЩ) | Сезонна премиера (България) | Финал на сезона (САЩ) | Финал на сезона (България) |
| ----- | ------- | ---------------------- | --------------------------- | --------------------- | -------------------------- |
| 1     | 39      | 4 април 2016 г.        | 23 април 2016 г.            | 24 декември 2016 г.   | 3 февруари 2017 г.         |
| 2     | 40      | 3 март 2017 г.         | 22 май 2017 г.              | 13 май 2018 г.        |                            |
| 3     | 40      | 8 април 2018 г.        |                             | 16 юни 2019 г.        |                            |

## В България
Започва по локалната версия на Cartoon Network на 23 април 2016 г. и първи сезон приключва на 3 януари 2017 г. Втори сезон в България започва на 22 май 2017 г. от 19:30. От 13 ноември 2017 г. до 17 ноември 2017 г. се излъчват петте части на специалния епизод „Реактивните момичета: Блясък“, в който виждаме Блясък – четвъртото реактивно момиче.

### Нахсинхронен дублаж
| Роля                 | Изпълнител                           |
| -------------------- | ------------------------------------ |
| Белушка              | Вилма Карталска                      |
| Бълбук               | Йоанна Драгнева                      |
| Бръшлян              | Николина Петрова                     |
| Професор Утоний      | Христо Бонин                         |
| Кмет                 | Кристиян Фоков Здравко Димитров      |
| Разказвач            | Христо Бонин Константин Лунгов       |
| Моджо Джоджо         | Христо Петков                        |
| Г-ца Кийн Зелтгайст  | Елена Бойчева                        |
| Чилакси Дони         | Петър Бонев                          |
| Мейлин               | Мими Йорданова                       |
| Майката на Дони      | Ася Рачева                           |
| Принцеса Морбъкс     | Августина-Калина Петкова             |
| Той                  | Георги Стоянов Георги Николов        |
| Молти Браун          | Стефан Сърчаджиев-Съра               |
| Шеф Шницел           | Станислав Пищалов                    |
| Допълнителни гласове | Мария Бояджиева Надежда Александрова |

| Обработка            | студио „Про Филмс“               |
| -------------------- | -------------------------------- |
| Преводачи            | Николина Петрова Деница Василева |
| Тонрежисьор          | Никола Томов                     |
| Режисьори на дублажа | Елена Бойчева Анна Тодорова      |